# Gerty-Spies-Straße (Trier)

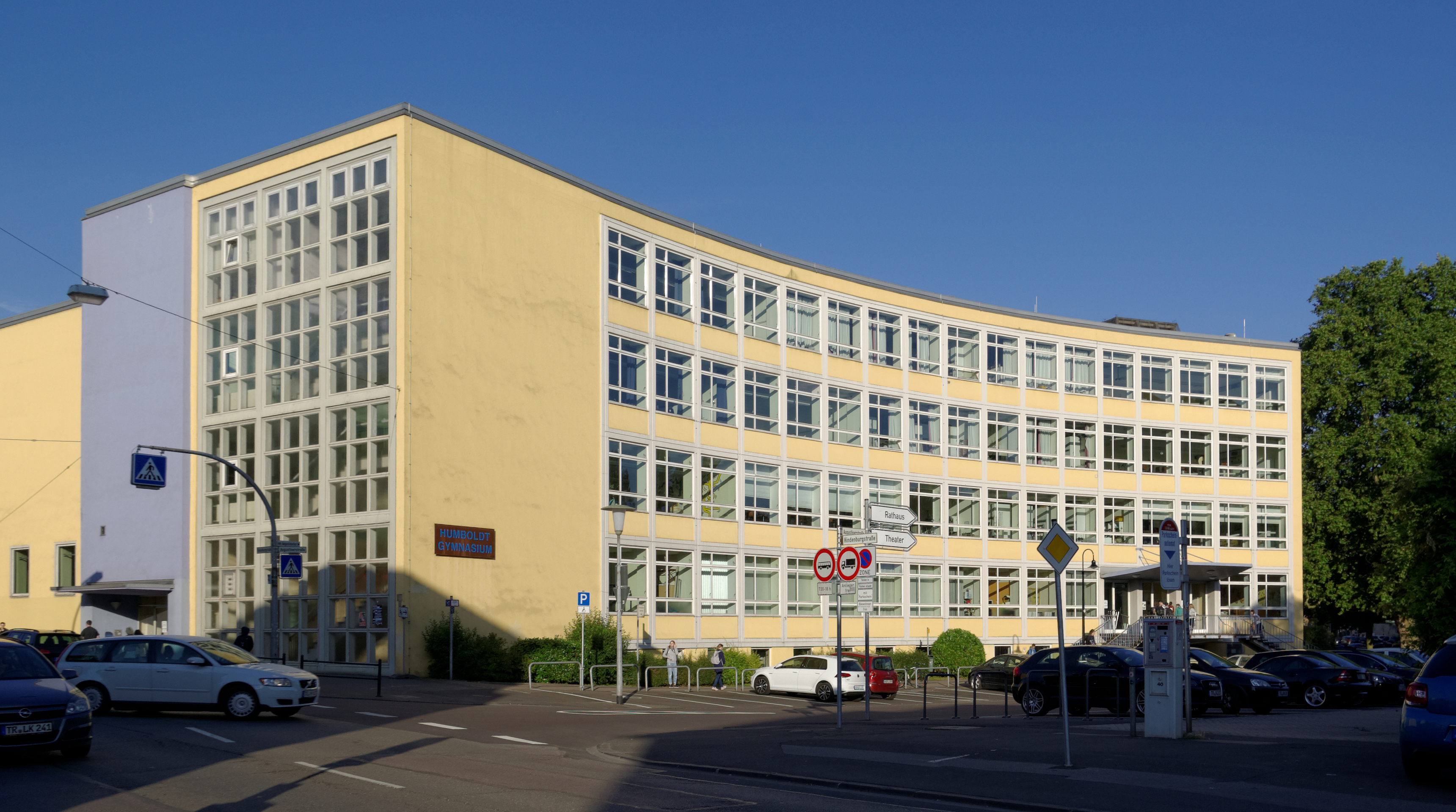
Humboldt-Gymnasium an der Einmündung der Augustinerstraße in die damalige Hindenburgstraße
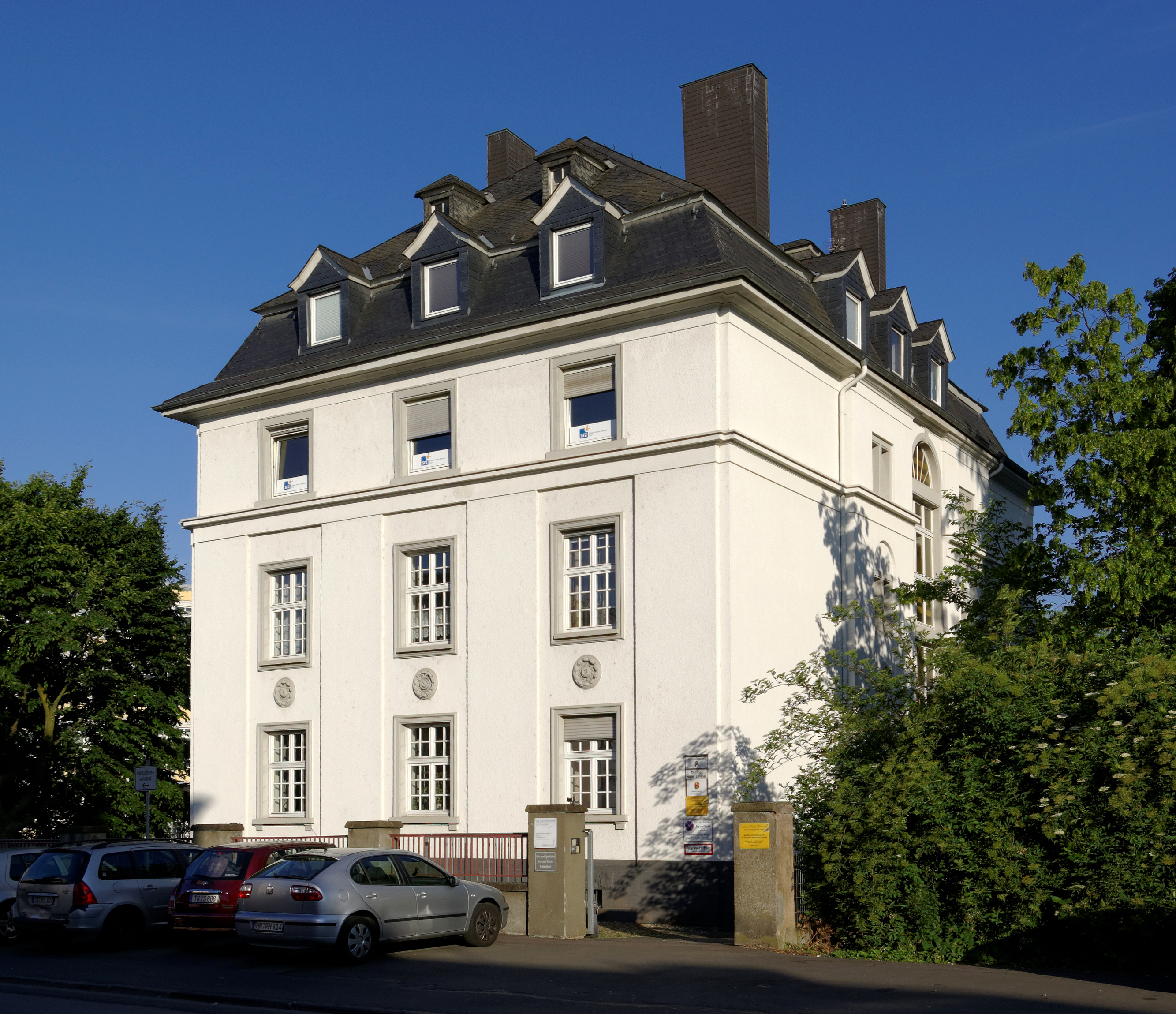
Ehem. Hindenburgstr. 8, villenartiger Mansardwalmdachbau
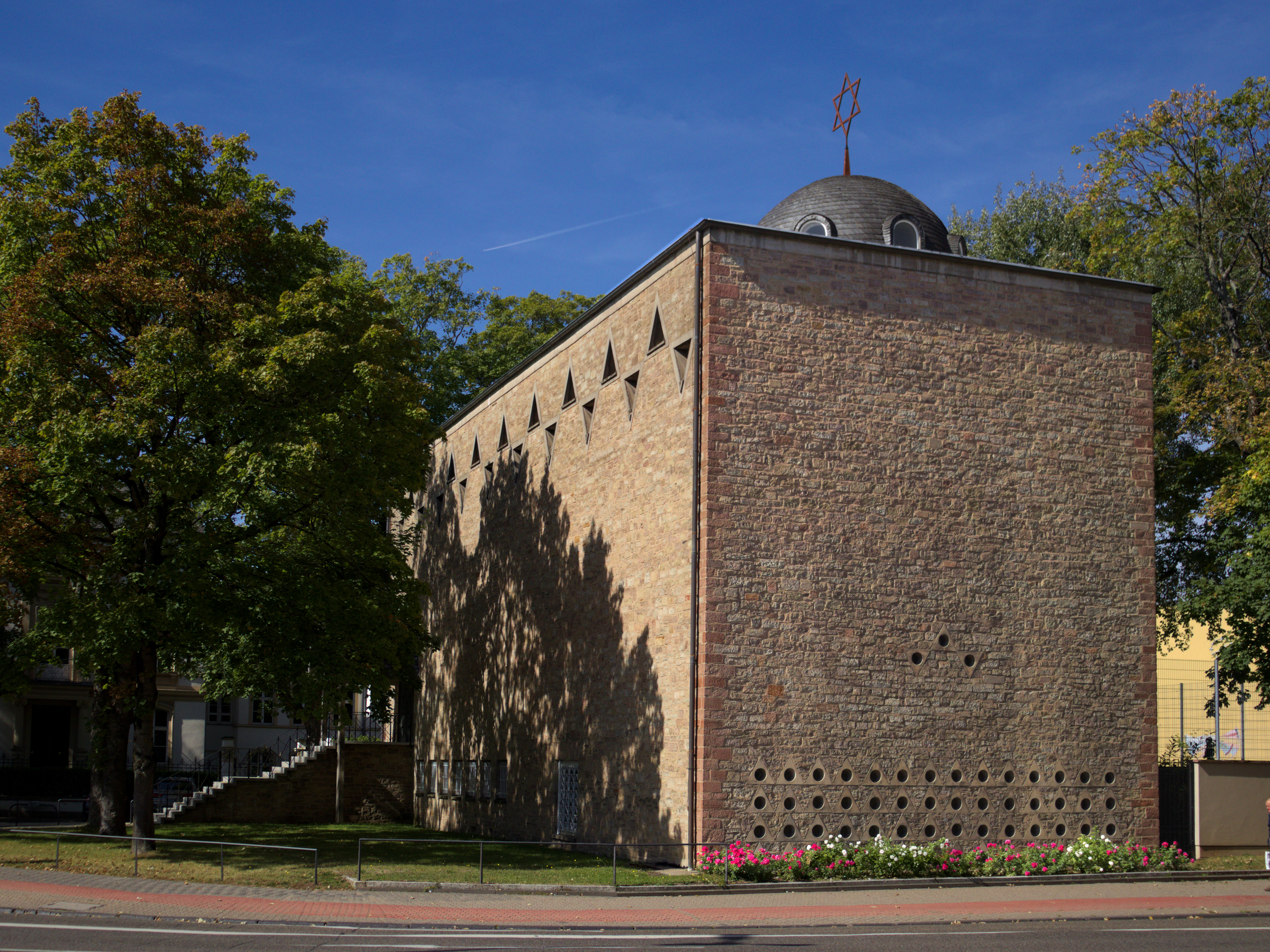
Synagoge, 1956/57 von Alfons Leitl
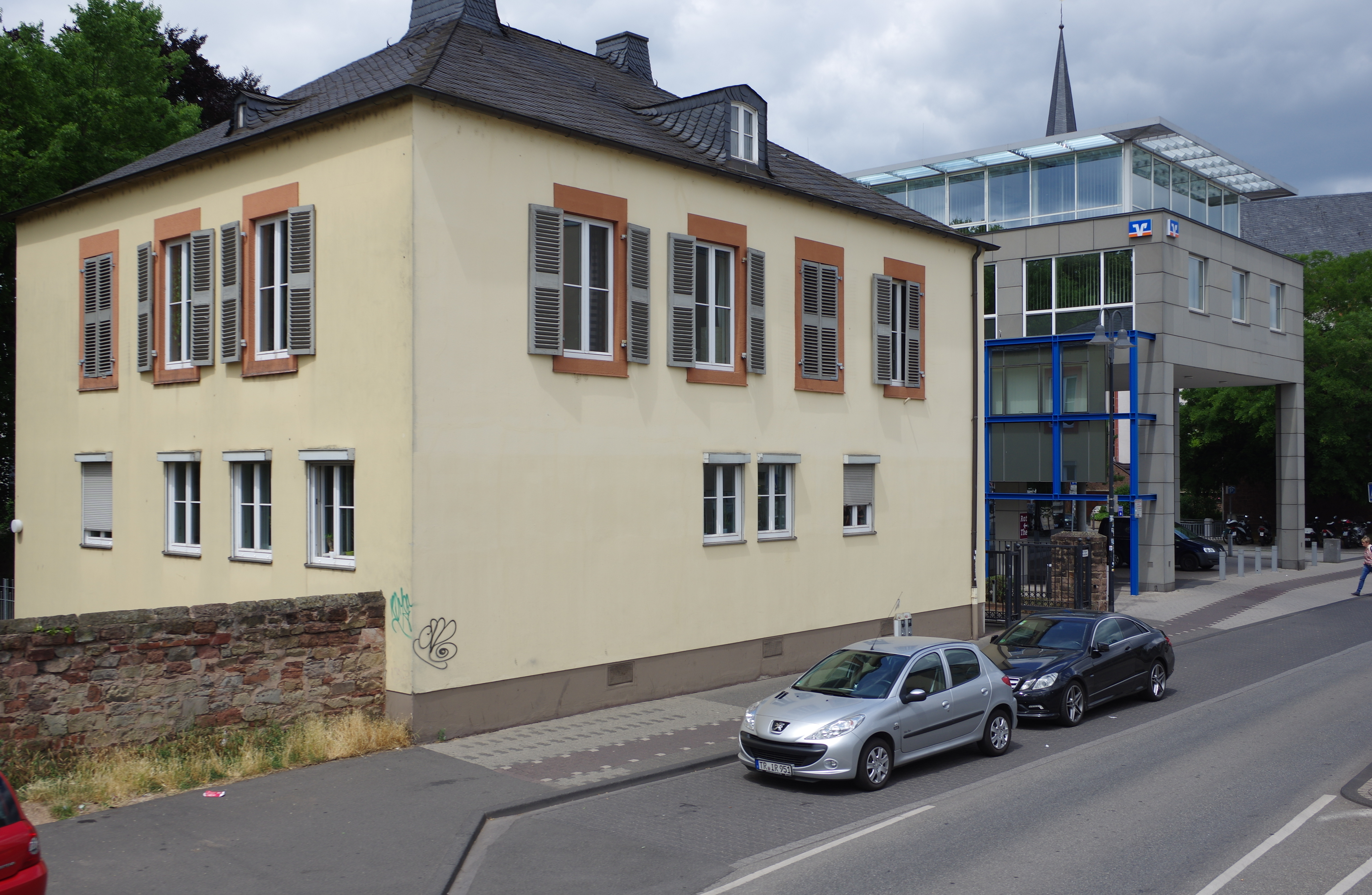
Ehem. Hindenburgstr. 7, Pfarrhaus St. Antonius

Die Gerty-Spies-Straße (ursprünglich Am Neumarkt, bis Februar 2022: Hindenburgstraße) ist eine Straße in der Innenstadt von Trier. Sie beginnt am Viehmarktplatz und endet an der Kaiserstraße/Südallee. Ihre nördliche Verlängerung trägt den Namen Stresemannstraße.

## Geschichte
Nachdem Anfang der 1870er Jahre der Abriss der Stadtmauer abzusehen war, war zunächst geplant, einen aus dem Mittelalter stammenden Weg vom Viehmarkt in Richtung St. Barbara bis zur Kaiserstraße zu verlängern. Da für den neu zu schaffenden Weg kein Gelände des damaligen Landarmenhauses bzw. des Augustinerhofs verwendet werden konnte, wurde später in der Nähe eine neue Straße auf vormaligem Privatgelände errichtet. An deren westlicher Ecke zur Kaiserstraße wurde außerdem ein neuer Platz, der „Neumarkt“, angelegt, der den Viehmarkt entlasten sollte. Die Straße erhielt den Namen „Am Neumarkt“. Teilweise wurde sie seinerzeit auch mit vorangestelltem Wort „Straße“ benannt oder Neumarktstraße genannt.
1928/29 wurde ein Teil des Neumarkts mit dem Hindenburg-Gymnasium überbaut und in dieser Zeit auch die Straße nach dem Reichspräsidenten Paul von Hindenburg (1847–1934) benannt, der ab 1925 das erste und einzige direkt gewählte deutsche Staatsoberhaupt war. 
Da Hindenburg später Hitler zum Reichskanzler ernannte, wurde mehrmals im Stadtrat über eine mögliche Umbenennung diskutiert. Zunächst war nur der Name des Gymnasiums 2009 in Humboldt-Gymnasium geändert worden. Am 9. Juli 2020 beschloss der Stadtrat mit 29 zu 17 Stimmen bei vier Enthaltungen, die Hindenburgstraße umzubenennen. In der gleichen Sitzung wurde beschlossen, Hindenburg die Ehrenbürgerwürde abzuerkennen. 2021 beschloss der Ortsbeirat Trier-Mitte/Gartenfeld die Umbenennung zur Gerty-Spies-Straße im Gedenken an Gerty Spies, Schriftstellerin und Überlebende des Holocaust.

## Gebäude
In der Straße stehen zwei Kulturdenkmäler: das 1955/56 erbaute ehemalige Kino Forum und ein villenartiger dreigeschossiger Mansardwalmdachbau im Heimatstil von 1924/25.
Auf dem südlichen Teil des früheren Neumarkts steht seit 1956/57 die Trierer Synagoge. Der Haupteingang ist in der Kaiserstraße 25. Auch das Humboldt-Gymnasium, das nach Kriegszerstörung 1957 bis 1959 neu gebaut wurde, ist postalisch nicht der Straße zugeordnet. Diese beiden Gebäude sind ebenfalls als Kulturdenkmäler eingestuft.
Architekt der Synagoge war der frühere Stadtbaurat Alfons Leitl. Grundsteinlegung war am 26. August 1956, eingeweiht wurde das Gotteshaus am 18. August 1957. Es ist ein blockförmiger Bau mit einer kupfergedeckten Kuppel und dem Davidsstern darauf. Neben dem Betsaal mit Frauenempore gibt es einen Gemeindesaal und Räume für die Gemeindeverwaltung.